# Каппа2 Стрільця
Каппа2 Стрільця (κ 2 Стрільця) — подвійна зоряна  система в зодіакальному сузір'ї Стрільця. Його видно неозброєним оком із сукупною видимою зоряною величиною +5,64. На основі річного зсуву паралакса 10,47 мас, як видно із Землі,  ця система розташована близько 310 світлових років від Сонця. Вони віддаляються з радіальною швидкістю +2,6 км/с. 
Це візуальна подвійна система з компонентами, що обертаються один проти одного протягом приблизно 700 обертів років, має ексцентриситет 0,4 і велику піввісь 2 кутові секунди. Пара має комбінований спектральний тип, який відповідає зірці головної послідовності типу A із зоряною класифікацією A5 V. Окремі компоненти оцінюються за типами A1 і A6. Первинний член, компонент А, — це зірка величиною 6,04  з масою Сонця в 1,85  разів. Його фотосфера випромінює в 38  разів більше, ніж Сонце, при ефективній температурі близько 7990 К. Супутник, компонент В, має візуальну величину 7,12. 
Є два візуальних супутника: компонент С є зіркою величини 14,3 з <a href="./Кутова_відстань" rel="mw:WikiLink" data-linkid="undefined" data-cx="{&amp;quot;userAdded&amp;quot;:true,&amp;quot;adapted&amp;quot;:true}">кутовим відривом</a> 18,6 кутові секунди вздовж позиційного кута 266°, станом на 2000 рік; компонент D має зоряну величину 14,0 з відривом 29,8 кутових секунд вздовж позиційного кута 219°, також з 2000 року.